# ZIL-157
El ZIL-157 (en ruso: ЗИЛ -157), es un camión militar producido por la empresa soviética Zavod imeni Likhacheva, entre los años 1956 y 1962.
El modelo era el sucesor del ZIL-151 construido en el período de Stalin y siguió siendo el modelo estándar del ejército soviético hasta que fue reemplazado en 1979 por el Ural-375D. El Ejército Popular de Liberación chino, produjo una copia del modelo a la que denominó Jiefang CA-30.

## Características
El vehículo poseía un motor de gasolina de 6 cilindros, que desarrollaba un desplazamiento de 5.555 cc y 105 cv de potencia, alcanzando una velocidad máxima de 65 km/h. Su consumo era de 50 litros a los 100 km. Su peso era de 5,5 tn y la capacidad de carga de 4,5 tn, 2,5 tn en carreteras sin pavimentar.